# 静銀ティーエム証券
静銀ティーエム証券株式会社（しずぎんティーエムしょうけん）は、静岡県静岡市に本店を置く、しずおかフィナンシャルグループ傘下の証券会社。

## 沿革
- 2000年
  - 10月26日 - 静岡銀行が東京三菱銀行等と証券子会社設立に関わる覚書を調印
  - 12月22日 - 静岡銀行、東京三菱銀行等の出資により設立
- 2001年
  - 5月10日 -  証券業登録（東海財務局長（証）第28号（現・東海財務局長（金商）第10号））。日本投資者保護基金加入
  - 5月18日 - 日本証券業協会加入。
  - 7月2日 - 営業店開店（本店営業部、沼津、浜松）。インターネット取引受付開始
- 2002年
  - 4月17日 - 有価証券の元引受業務の認可取得
  - 7月15日 - 営業店新設（清水、富士、掛川）
  - 12月16日 - 営業店新設（三島）
- 2003年
  - 2月24日 - 営業店新設（藤枝）
  - 3月3日 - 営業店新設（磐田）
  - 5月6日 - 営業店新設（島田）
  - 9月16日 - 営業店新設（浜松北、熱海）
- 2006年6月5日 - 営業店新設（藤沢）
- 2010年4月8日 - 営業店新設（東静岡証券プラザ）
- 2011年1月11日 - 営業店新設（浜松西）
- 2013年8月19日 - 営業所新設（中山)
- 2014年
  - 3月10日 - 営業店新設（浜北中央）
  - 4月14日 - 主要株主の変更（静岡銀行、三菱東京UFJ銀行等→静岡銀行等）
  - 7月8日 - 主要株主の変更により、静岡銀行の100%子会社に（静岡銀行等→静岡銀行）
- 2015年
  - 1月9日 - 営業所廃止（中山）
  - 1月13日 - 営業店新設（横浜）。名称変更（藤沢支店→藤沢営業所）
- 2018年2月5日 - 相談ブース新設（蜆塚）
- 2019年
  - 2月15日 - 営業店廃止（東静岡証券プラザ）
  - 2月18日 - 営業店新設（静岡駅南）
- 2021年
  - 2月16日 - 相談ブース廃止（蜆塚）
  - 2月21日 - 営業所廃止（藤沢）
  - 2月22日 - 営業所新設（小田原）
  - 4月20日 - 営業店新設（山梨）